# Zelman
Zelman Otchakovsky, dit Zelman, né en 1905 et mort en décembre 1944 à Grignan, est un peintre français d'origine bessarabienne.

## Biographie

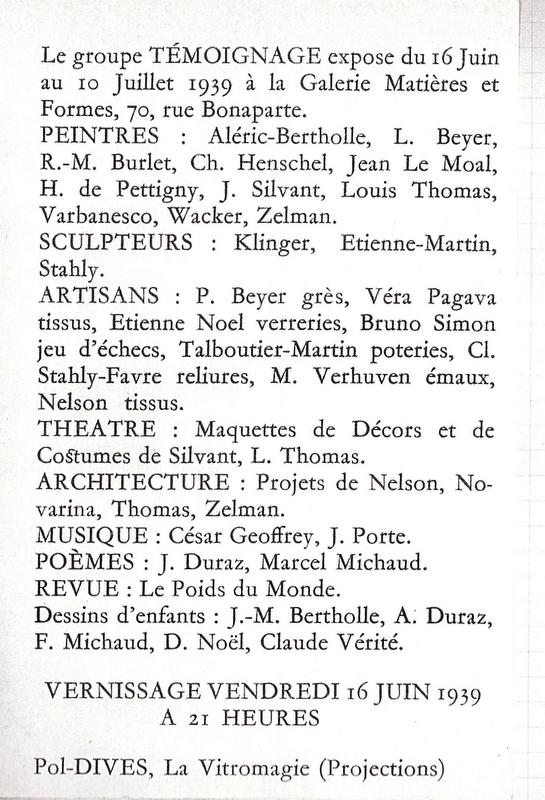
Deuxième exposition en 1939 du groupe Témoignage à Paris

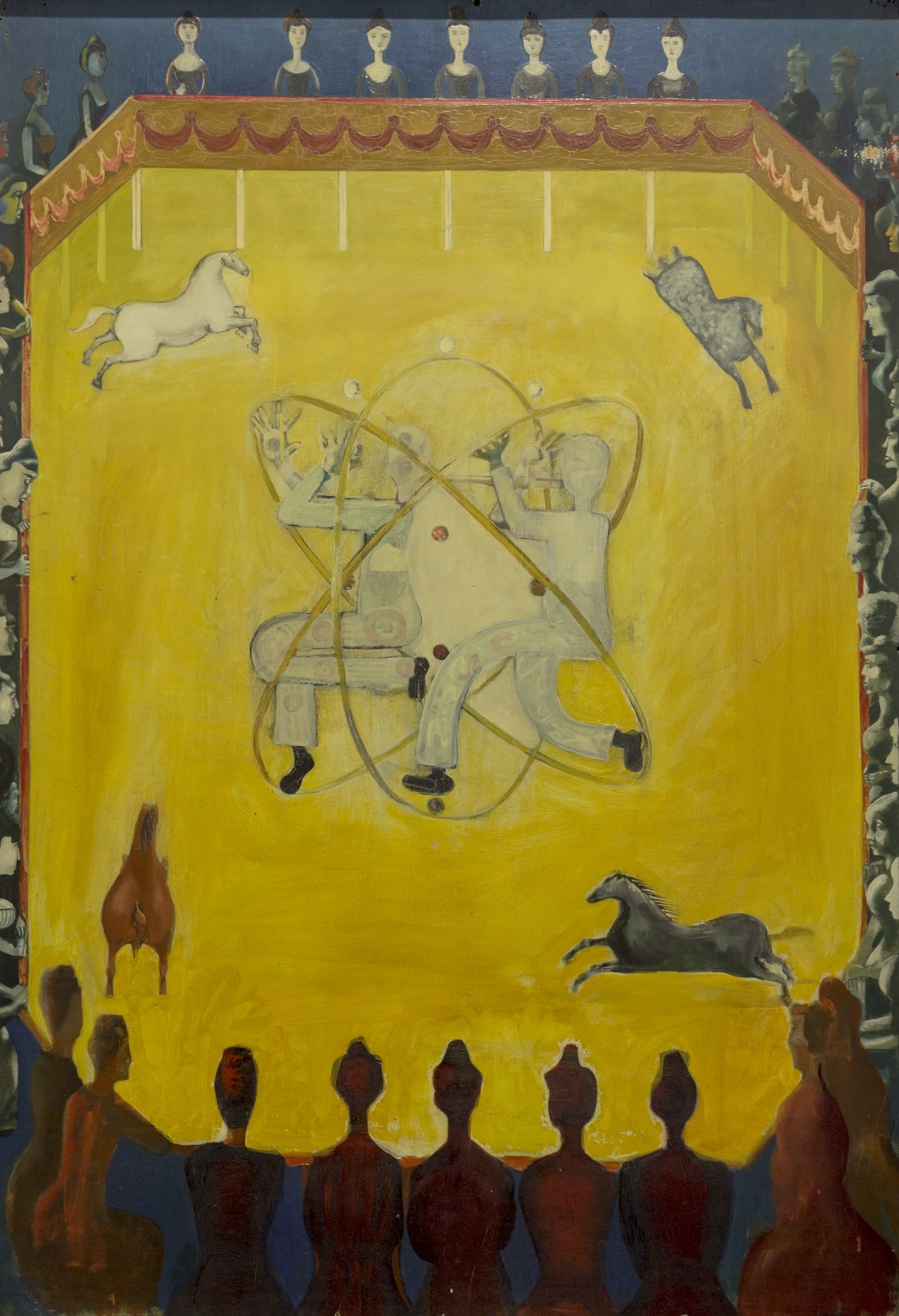
Le Cirque, huile sur contreplaqué, musée des Beaux-Arts de Lyon.

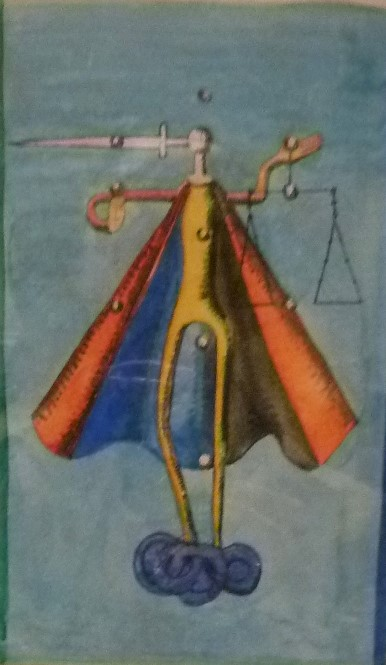
Figure ésotérique, vers 1940, gouache sur papier,22,8 x 12,8 cm, musée des Beaux-Arts de Lyon.

Né dans une famille juive, Zelman vient, à pied selon ses confidences à ses amis, de Bessarabie à Paris. En 1935, il fréquente l'Académie Ranson où Roger Bissière a ouvert un atelier de fresque et où il se lie avec Jean Le Moal, Étienne-Martin et François Stahly, mais aussi Jean Bertholle qui y fait de fréquentes visites.
Aux côtés de ses amis, Zelman participe en 1938 et 1939 aux deux expositions à Paris du groupe Témoignage animé à Lyon par Marcel Michaud.
Zelman obtient en 1938 une commande pour préparer à Paris le plafond du pavillon français des vins à l’Exposition universelle de New York (1400 m2). Avec Le Moal et Bertholle il part en avril 1939 à New York pour son installation. Sur la recommandation de Marie-Berthe Aurenche, compagne de Max Ernst, les trois peintres présenteront brièvement leurs peintures à la galerie Julien Levy, ouverte au courant surréaliste.
Durant les années de guerre, Zelman réside à Nyons. Le Moal, démobilisé, lui rend visite durant l'été 1940, Étienne-Martin, libéré, s'installe chez lui en 1941. En septembre, il participe à la décoration de l’Eden-Bar, à Marseille, avec Étienne-Martin, Jacques Hérold, François Stahly et Bernard Zehrfuss. Il travaille en 1942 à Oppède (Vaucluse) dans la communauté animée par Zehrfuss, en compagnie d'Étienne-Martin et Stahly. La même année Étienne-Martin réalise un Portrait de Zelman en plâtre patiné (39 x 27 x 37 cm). 
Pressentis pour la réalisation de peintures murales sur la façade de l'église d'Assy, construite par l'architecte Maurice Novarina, Zelman et Le Moal s'y rendent en 1943, accompagnés d'Étienne-Martin,. Zelman se met rapidement au travail et réalise des esquisses à caractère symbolique dont Le Moal doit assurer la coloration,. Le projet sera par la suite abandonné puis repris avec la collaboration d'autres peintres.
Zelman meurt des suites de sa tuberculose en décembre 1944. Une exposition est organisée en janvier 1946 par Marcel Michaud à la galerie Folklore, avec un catalogue préfacé par Étienne-Martin.

### Famille
Marié à Odette Labaume, professeur de lettres classiques, Zelman eut deux fils dont le cadet fut l'éditeur Paul Otchakovsky-Laurens (P.O.L), né en octobre 1944 à Valréas (Vaucluse et mort en janvier 2018 à Marie-Galante.

## Réception critique
« Zelman né en Bessarabie en 1905 vint à Paris adolescent où il travailla l'architecture au milieu de mille difficultés qui ruinèrent irrémédiablement une santé robuste […]. Avec quel courage et patience il dompta et conduisit une imagination et une nature exceptionnellement pudique sur les voies d'une fin traditionnelle. Recherche qu'il poursuivait avec une inlassable ardeur parmi les traditions les plus hermétiques. […] Il passa les terribles années de guerre à Nyons et à Grignan où il mourut à l'aube de cette année 1945 […]. Les Romans et les Catalans furent pour lui une source de découvertes dont il fouilla amoureusement le merveilleux équilibre. »

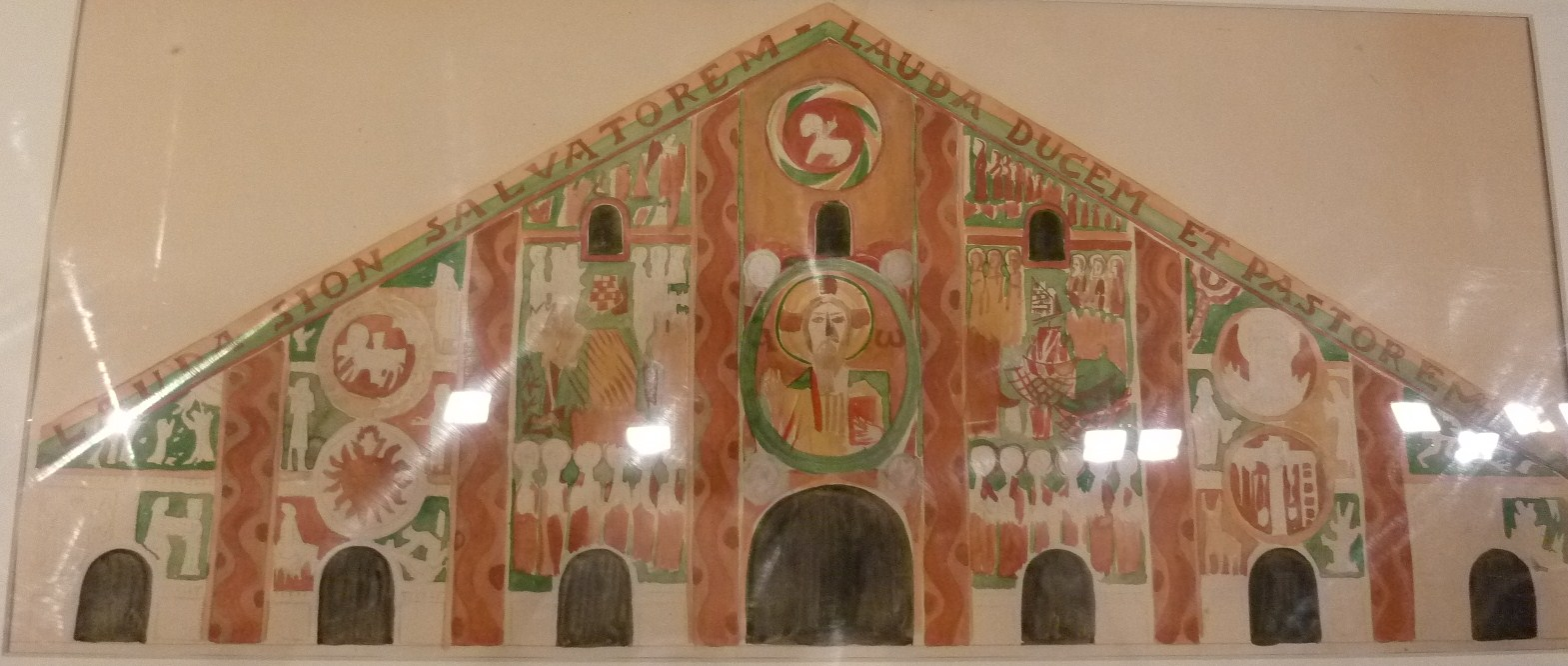
Le Sermon sur la montagne, maquette pour le fronton de l'l'église d'Assy, 1943-1944, crayon, gouache et encre, 41,4 x 82,5 cm

— Zelman, 1905-1944, peintures et dessins

## Œuvres

### Collections publiques
- Lyon, musée des Beaux-Arts :
  - Figure aux ballons, vers 1940, huile sur toile, 41,1 × 27,3 cm ;
  - Figure ésotérique, vers 1940, gouache sur papier, 22,8 × 12,8 cm ;
  - Le Cirque, huile et tracé préalable au crayon sur panneau de contreplaqué.

### Peintures murales
- Morzine, chalet Sol i Neu : peintures murales de la façade, 1939 et 1942-1943[11].

### Filmographie
- Témoignage, réalisation de Daniel Le Comte, Production Compagnie Lyonnaise de Cinéma, 2002, 52 minutes.

### Conférence
- François Otchakovsky-Laurens, Les dernières années du peintre Zelman en Provence (1939-1944), Cité du Livre, Aix-en-Provence, 23 septembre 2022.